# Північний Ершир
Півні́чний Е́ршир (англ. North Ayrshire) — область у складі Шотландії. Розташована на заході країни. Адміністративний центр — Ірвін.

## Найбільші міста
Міста з населенням понад 10 тисяч осіб:
| № | Місто      | Населення, осіб (2006) |
| - | ---------- | ---------------------- |
| 1 | Ірвін      | 33 060                 |
| 2 | Кілвіннінг | 16 470                 |
| 3 | Солткотс   | 11 730                 |
| 4 | Ларгс      | 11 400                 |
| 5 | Ардроссан  | 10 520                 |